# الطريبيل
الطريبيل هي قرية تقع في الجهة الشرقية من الأحساء، تتبعُ لمحافظة الأحساء في المنطقة الشرقية في المملكة العربية السعودية.

## الموقع
تقع الطريبيل بين المنصورة من جهة الغرب، والدالوة من جهة الشرق، والجبيل من جهة الشمال، ومن الشارع العام الواصل بين تلك القري.

## أصل التسمية
ترجح التسمية إلي طربيل وهو المكان المرتفع مقابل الجبل ومربط للخيل . حيث تقع البلدة على مرتفع

## الاقتصاد

### الزراعة
تتميز بالأرض الخصبة، تتم فيها زراعة الذرة، والملفوف، والبصل، وسدر، والنخيل.

### الصناعة
كان قديمًا يوجد حرف وصناعات ولكنه الآن أختفت مثل حرفة السفافة، التي من خلالها يتم إنتاج صناعات يدوية باستخدام النخيل.

## السكان
بلغ عدد سكان القرية 3500 في عام 2005.

## التاريخ
يعود تاريخ الطريبيل إلي مئات السنين كما ذكرها ياقوت الحموي في معجم البلدان.

## أعلام
- الملا محمد علي صالح البوشفيع معلم للقرآن وخطيب حسيني
- الشيخ شفيع البوشفيع  خطيب حسيني درس جزء من العلوم الدينية في النجف
- حسن بوخمسين: قاضي القضاء الأسبق لمحكمة المواريث الجعفرية في الأحساء وقد سكنها أواخر حياته  الأحساء .[2]